# Веном (саундтрек)
«Ве́ном» (оригинальный саундтрек) — саундтрек американского супергеройского фильма «Веном», основанного на одноимённом персонаже компании Marvel Comics и студий Columbia Pictures и Sony Pictures.

## Создание
Людвиг Йоранссон записал музыку для фильма «Веном» в марте 2018 года, воссоединившись с Рубеном Флейшером после того, как пара работала вместе над фильмом 2011 года «Успеть за 30 минут». Написав музыку для фильма Marvel Studios «Чёрная пантера» (2018), Горанссон заявил о заинтересованности в продолжении исследования музыки для фильмов о супергероях.

## Релиз и треклист

### Дополнения
Две дополнительные песни «Venom» американского рэпера Эминема и «Let’s Go (The Royal We)» американского хип-хоп дуэта Run the Jewels были показаны в фильме, но не были включены в альбом саундтрека.

### Список
Вся музыка написана Людвигом Йоранссоном.
| №                   | Название                     | Длительность |
| ------------------- | ---------------------------- | ------------ |
| 1.                  | «Space Exploration»          | 4:24         |
| 2.                  | «Symbiotes Arrive»           | 2:03         |
| 3.                  | «First Contact»              | 3:29         |
| 4.                  | «Eddie’s Blues»              | 4:50         |
| 5.                  | «Run, Eddie, Run»            | 1:47         |
| 6.                  | «What’s Wrong with Me»       | 2:33         |
| 7.                  | «Panic at the Bistro»        | 1:23         |
| 8.                  | «Humans... Such Poor Design» | 2:55         |
| 9.                  | «Self Defense»               | 3:38         |
| 10.                 | «Pedal To The Metal»         | 3:50         |
| 11.                 | «Eyes, Lungs, Pancreas»      | 2:45         |
| 12.                 | «You Want Up?»               | 1:40         |
| 13.                 | «Venom Rampage»              | 3:03         |
| 14.                 | «Annie, I’m Scared»          | 1:47         |
| 15.                 | «Parasite»                   | 2:57         |
| 16.                 | «Unexpected Ally»            | 0:51         |
| 17.                 | «Battle on the Launch Pad»   | 8:18         |
| 18.                 | «You Belong With Us»         | 3:09         |
| Общая длительность: | Общая длительность:          | 55:22        |